# Charles Sirard Blouin
Charles Sirard-Blouin est un acteur québécois né le 28 décembre 1998.

## Biographie
Charles Sirard-Blouin est un acteur québécois né le 28 décembre 1998, qui a participé à son premier contrat professionnel à l'âge de 9 ans pour le tournage d'un vidéoclip du chanteur Allan Reid (2008). Depuis, Charles Sirard-Blouin a travaillé à plusieurs projets professionnels en cinéma, télévision et doublage, notamment :
- Tout sur moi IV (Série télévisée québécoise, 2009)
- Tout ce que tu possèdes (Long-métrage québécois, 2011)
- Manga Thé (court-métrage québécois, 2010)
- La Montagne qui Marche (théâtre de marionnettes québécois, 2009)

## Filmographie

### Télévision
- 2009 : Tout sur moi IV (Enfant sourd - muet)
- 2016 : Subito texto III (1er rôle, Kevin Rochon). Réalisateur : Stéphane Joly

#### Web-série
- 2009 : Pilote, Le Chum de ma mère est un Extra-Terrestre (Charles Lambert - principal)

#### Courts et longs métrages
- 2010 : Manga Thé (Garçon - principal)
- 2012 : Tout ce que tu possèdes de Bernard Émond : Pierre Leduc (13 ans)
- 2012 : Jacob (Jacob - principal muet)
- 2012 : 5:45 (Enfant - muet)
- 2012 : L'Amour à l'âge atomique (Mathieu - 1er rôle)
- 2012 : Monsieur L'Hermite (Acnodon - 1er rôle)
- 2013 : Maisons Modèles, (Alex - 1er rôle). Réalisateur : Mathieu Arsenault
- 2016 : Hochelaga, terre des âmes, (Musicien de Cartier- rôle muet). Réalisateur : François Girard

#### Voix
- 2009 : La Montagne qui Marche (Max - Marionnette principale)
- 2010-2011 : Petit Lapin Blanc (Petit Lapin Blanc - Principal - 78 épisodes)
- 2010-2011 : Buro Plus (VHC Rentrée scolaire 2010, VHC Rentrée scolaire 2011)
- 2012 : Démo publicitaire Céréales Avoine Croquantes (Enfant - VHC)

#### Doublage
- 2009 : The Blind Side / L'Éveil d'un Champion (Sean Jr.)
- 2010 : La Dernière Chanson (The Last Song) (Jonah Miller)
- 2010 : The Switch / L'échange (Sébastian jeune)
- 2010 : Ramona et Beezus (Ramona and Beezus) (Howie Kempt)
- 2010 : Secretariat / Secretariat (Chris Tweedy)
- 2011 : Insidious / Insidieux (Dalton Lambert)
- 2011 : Treasure Buddies / Les Tobby Chasseurs de Trésors (Mudbud)
- 2011 : Mister Popper's Pinguin / Monsieur Popper et ses pingouins (Billy)
- 2011 : Super 8 (Joseph « Joe » Lamb)
- 2012 : Ted (Jeune Ted)
- 2012 : Bande-Annonce Man of Steel (Clark Kent enfant)
- 2013-2016 : 1er rôle, Pal, Annedroids, 4 saisons
- 2016 : Backstage : les coulisses du succès (1er rôle, Sasha Roy)
- 2016 : Minichefs au défi (1er rôle, Chef Holden)
- 2016 : Middle School: The Worst Years of My Life , (1er rôle, Rafe)
- 2017 : Spiderman (Ned)
- 2022: Alerte rouge (Turning Red) (Tae Young/Devon)